# Cumulonimbus

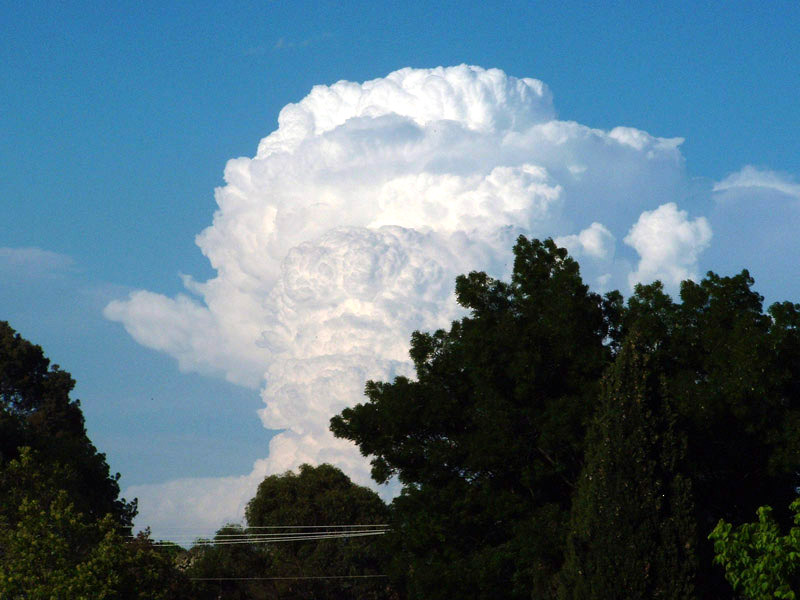
Cumulonimbus calvus

Cumulonimbus (Cb) či dešťová kupa je mohutný a hustý oblak velkého vertikálního rozsahu v podobě hor nebo obrovských věží. Je jedním z 10 základních druhů oblaků. Na vývoj cumulonimbu jsou vázány bouřky, avšak cumulonimubus může existovat, aniž bouřka vznikne. Cumulonimbus doprovázený blesky lze označit za bouřkový oblak. 
Cumulonimby se obecně vyvíjí z oblaků cumulus congestus (Cu con). V počátečním stádiu vývoje, kdy některé výběžky horní části oblaku začínají ztrácet kupovité obrysy, je označován jako cumulonimbus calvus (Cb cal). Při dalším vývoji, kdy se objevují v horní části oblaku řasnaté výběžky, vláknité nebo žebrovité struktury, je označován jako cumulonimbus capillatus (Cb cap). Při vývoji Cb cap se obvykle vyskytují přeháňky, přívalové deště a bouřky doprovázené často dalšími nebezpečnými jevy spojenými s konvektivními bouřemi.
U druhu oblaku cumulonimbus se mohou vyskytnout zvláštnosti a průvodní oblaky: 
- praecipitatio (srážkové pruhy deště, sněhu, sněhových krupek a krup)
- virga
- pannus
- incus
- mamma (často pozorovaná na spodní straně kovadliny, méně častěji na základně oblaku)
- pileus, velum, arcus a murus
- cauda, flumen a tuba, ale tyto jsou pozorovány jen zřídka[5]

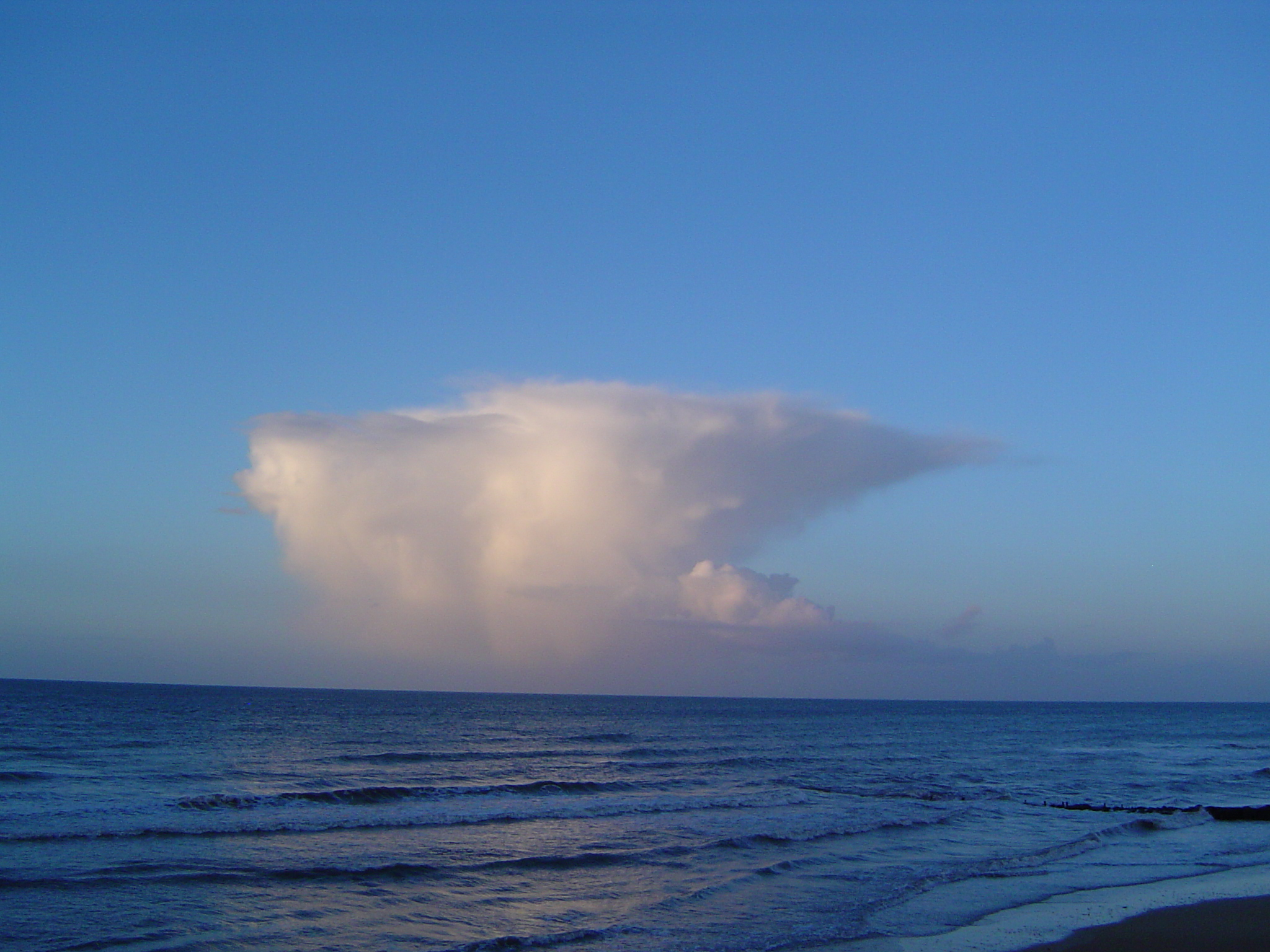
Cumulonimbus capillatus
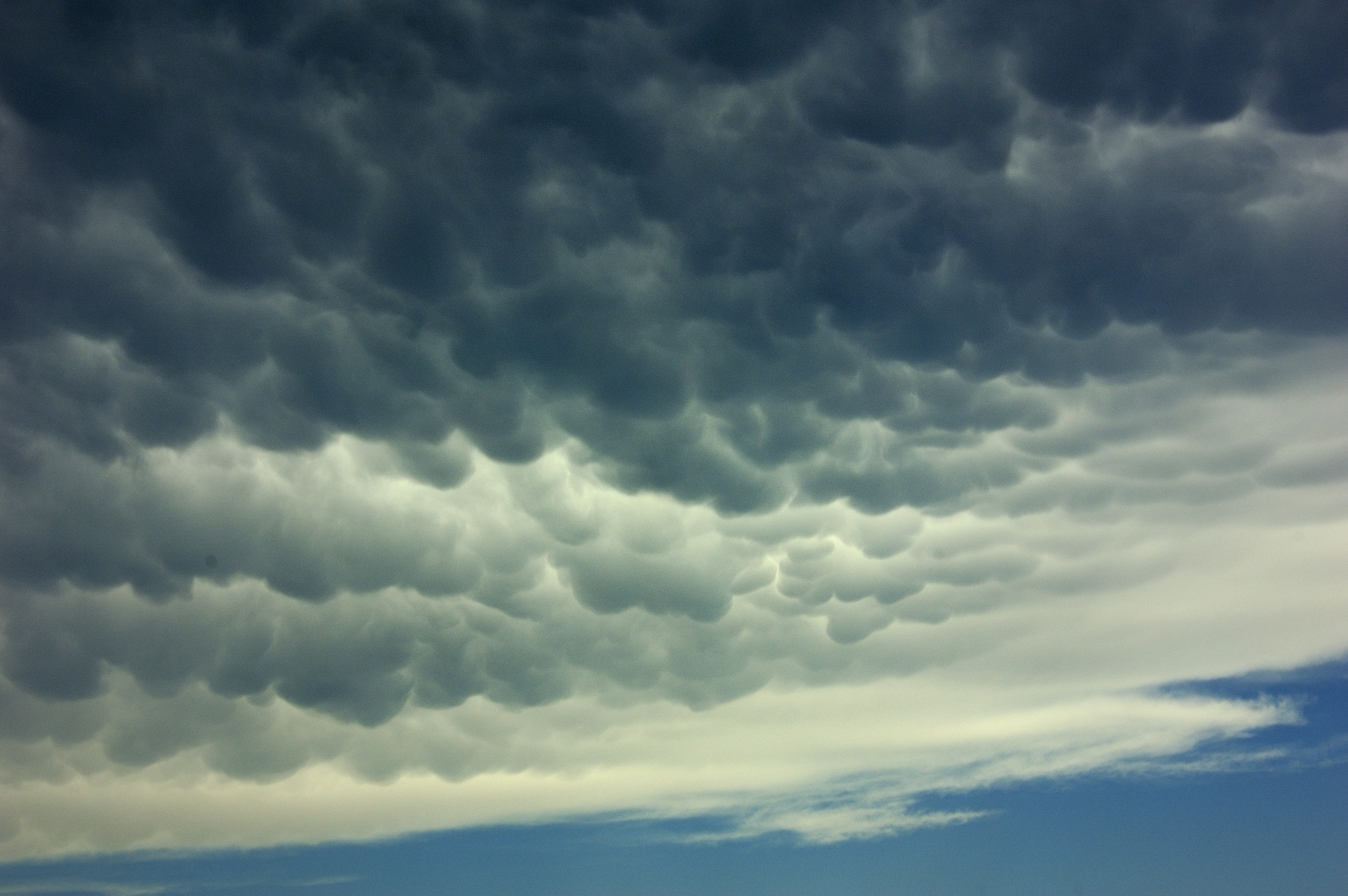
Cumulonimbus capillatus incus mamma

Cumulonimbus se vyskytuje nejvíc v letních měsících jako doprovodný jev vlhkého počasí a větších veder, nebo jako nástup studené fronty, kde Cb znamená široké rozpoložení oblaku s možností velkého výskytu bouřkové činnosti zejména na čele fronty. Cb vzniká při přechodu výrazné studené fronty i za teplot kolem 0 °C, ale je poměrně malý a doprovodné jevy nejsou nijak výrazně intenzivní.
Cumulonimbus je obvykle řazen k vertikálním oblakům, nebo oblakům nízkého patra. Roste do velkých výšek kolem 5000 až 15 000, výjimečně 20 000 m. Díky tropopauze ve vyšších vrstvách atmosféry může mít jeho horní část typický tvar kovadliny. Je v podstatě příčinou všech bouřek a ostatních jevů jako například tornádo. 
Lze ho rozdělit podle jeho tvarů, intenzity srážek a různých doprovodných meteorologických jevů, kterými jsou například související pruhy virga, krupobití, v zimě sněhové bouře, atd. Jeho tvary a tím pádem i stupnice intenzity srážek z něj vypadávající jsou různé a proto tento oblak dělíme na různá latinsky popsaná stádia. Kupříkladu Cb mamma vznikající v prudkých letních bouřích jako jev ustupující síly bouře a rozpadu oblačnosti do cirrů, popř. nastupující menší bouřky lokálních rozměrů.
Na synoptických mapách je jeho výskyt zaznamenáván zpravidla pod staničním kroužkem v sekci nízkých oblaků.
|  | Cumulonimbus s vrcholky bez zřetelných obrysů, ale ne zřetelně řasnatý (Cb cap) nebo ve tvaru kovadliny (Cb cap inc); s nebo bez cumulů, stratocumulů, nebo straty – cumulonimbus calvus (Cb cal). |  | Cumulonimbus, jehož horní část je zřetelně řasnatá (cirriformní), často ve tvaru kovadliny; buď doprovázený či nedoprovázený dalšími cumulonimby bez kovadliny nebo s vláknitou horní částí, cumuly, stratocumuly, straty nebo fractostraty – cumulonimbus capillatus nebo incus. |